# АЭС Раджастан
АЭС Раджастан (АЭС Раватбхата) (англ. Rajasthan Atomic Power Station, хинди राजस्थान अणुऊर्जा केंद्र) — атомная электростанция в 65 км от города Кота штата Раджастхан в Индии. Первая индийская АЭС с тяжеловодными ядерными реакторами.

## История строительства и эксплуатации
Строительство блоков станции было начато по тому же проекту что и АЭС Дуглас-Пойнт совместно с канадскими специалистами в 1965 году первый блок и 1968 году второй блок. В 1973 году первый энергоблок был сдан в эксплуатацию. До 1973 года индийские инженеры проходили обучение в Канаде на АЭС Дуглас-Пойнт. Но в 1973 году Индия провела тайное испытание ядерного оружия — операцию «Улыбающийся Будда». После этого сотрудничество Канады и Индии в строительстве АЭС было свернуто. Дальнейшее строительство второго энергоблока Индия продолжила собственными силами и в 1981 году он был введен в эксплуатацию.
Первоначальная электрическая мощность реакторов станции была установлена на уровне 220 МВт каждый, но из за многочисленных инцидентов и ремонтов мощность первого блока была снижена до 100, а второго до 200 МВт.
В 1990 году было начато строительство третьего и четвёртого блоков мощностью по 220 МВт, которые были введены в эксплуатацию в 2000 году. В 2002 и 2003 годах было начато строительство ещё двух таких же блоков. В 2010 году они были введены в эксплуатацию.
В октябре 2009 года Правительство Индии дало разрешение и утвердило финансирование проекта по сооружению на станции двух новых энергоблоков мощностью по 700 МВт. 25 мая 2010 года Индийская корпорация по атомной энергии подписала контракт с Hindustan Construction Company на проведение общестроительных работа на площадках отведенных для седьмого и восьмого энергоблоков станции. 18 июля 2011 года прошла церемония заливки первого бетона. Закончить строительство энергоблоков планировалось в 2016 году, однако сроки сдвинулись. В апреле 2025 года к сети был подключён первый построенный энергоблок.

## Информация об энергоблоках
| Энергоблок  | Тип реакторов | Мощность | Мощность | Начало строительства | Подключение к сети | Ввод в эксплуатацию | Закрытие |
| Энергоблок  | Тип реакторов | Чистый   | Брутто   | Начало строительства | Подключение к сети | Ввод в эксплуатацию | Закрытие |
| ----------- | ------------- | -------- | -------- | -------------------- | ------------------ | ------------------- | -------- |
| Раджастан-1 | PHWR          | 90 МВт   | 100 МВт  | 01.08.1965           | 30.11.1972         | 16.12.1973          |          |
| Раджастан-2 | PHWR          | 187 МВт  | 200 МВт  | 01.04.1968           | 01.11.1980         | 01.04.1981          |          |
| Раджастан-3 | PHWR          | 202 МВт  | 220 МВт  | 01.02.1990           | 10.03.2000         | 01.06.2000          |          |
| Раджастан-4 | PHWR          | 202 МВт  | 220 МВт  | 01.10.1990           | 17.11.2000         | 23.12.2000          |          |
| Раджастан-5 | PHWR          | 202 МВт  | 220 МВт  | 18.09.2002           | 22.12.2009         | 04.02.2010          |          |
| Раджастан-6 | PHWR          | 202 МВт  | 220 МВт  | 20.01.2003           | 28.03.2010         | 31.03.2010          |          |
| Раджастан-7 | PHWR          | 630 МВт  | 700 МВт  | 18.07.2011           | 17.03.2025         | 2022(план)          |          |
| Раджастан-8 | PHWR          | 630 МВт  | 700 МВт  | 18.07.2011           | 2023(план)         | 2023(план)          |          |